# Hemidactylus minutus
Espèce
Hemidactylus minutus est une espèce de geckos de la famille des Gekkonidae.

## Répartition
Cette espèce se rencontre en Oman et dans l'extrême Est du Yémen.

## Publication originale
- Vasconcelos & Carranza, 2014 : Systematics and biogeography of Hemidactylus homoeolepis Blanford, 1881 (Squamata: Gekkonidae), with the description of a new species from Arabia. Zootaxa, no 3835 (4), p. 501–527.